# Février 1868

## Événements
- En France, création, rue de l’Arcade à Paris, du club politique dit des « Arcadiens » ; ses membres, ultra-conservateurs, s’opposeront à toutes les mesures libérales, même celles émanant de l'empereur[réf. nécessaire].

- 1er février (Mexique) : fondation de l’École nationale préparatoire (Escuela Nacional Preparatoria) par Gabino Barreda, qui a suivi les enseignements d’Auguste Comte. Elle formera les élites gouvernante mexicaine.

- 27 février : ministère conservateur de Benjamin Disraeli, Premier ministre du Royaume-Uni (fin en décembre).

## Naissances
- 15 février : Valentin Sardou, acteur et humoriste français († 1933).
- 16 février : John B.M. Baxter, Premier ministre du Nouveau-Brunswick.

## Décès
- 19 février : Sir Dominick Daly, premier ministre du Canada-Uni.